# Беннеком
Беннеком (нід. Bennekom) — село в нідерландській провінції Гелдерланд. Входить до муніципалітету Еде.
Раніше мало статус окремого муніципалітету.

## Галерея

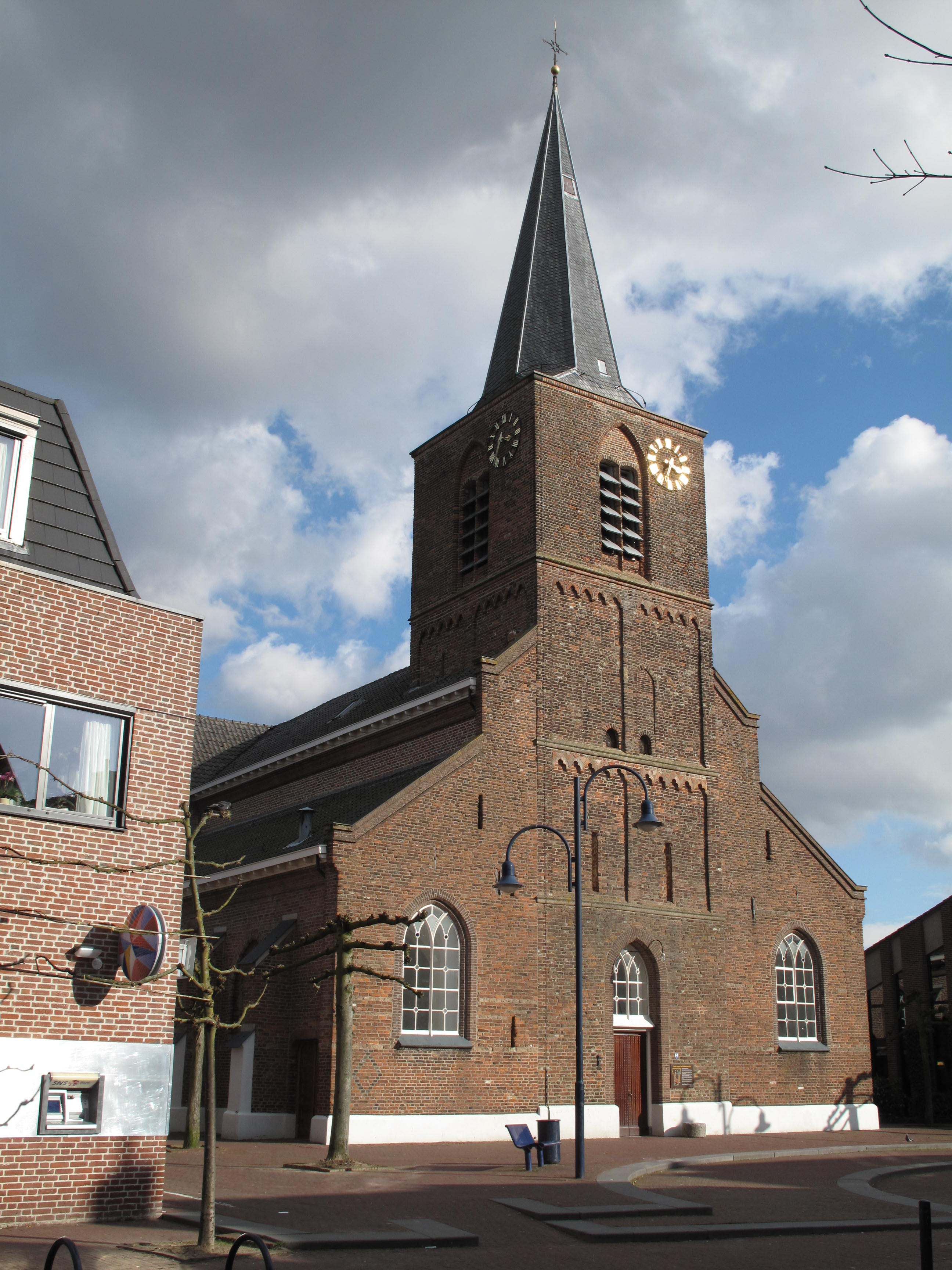
Стара церква
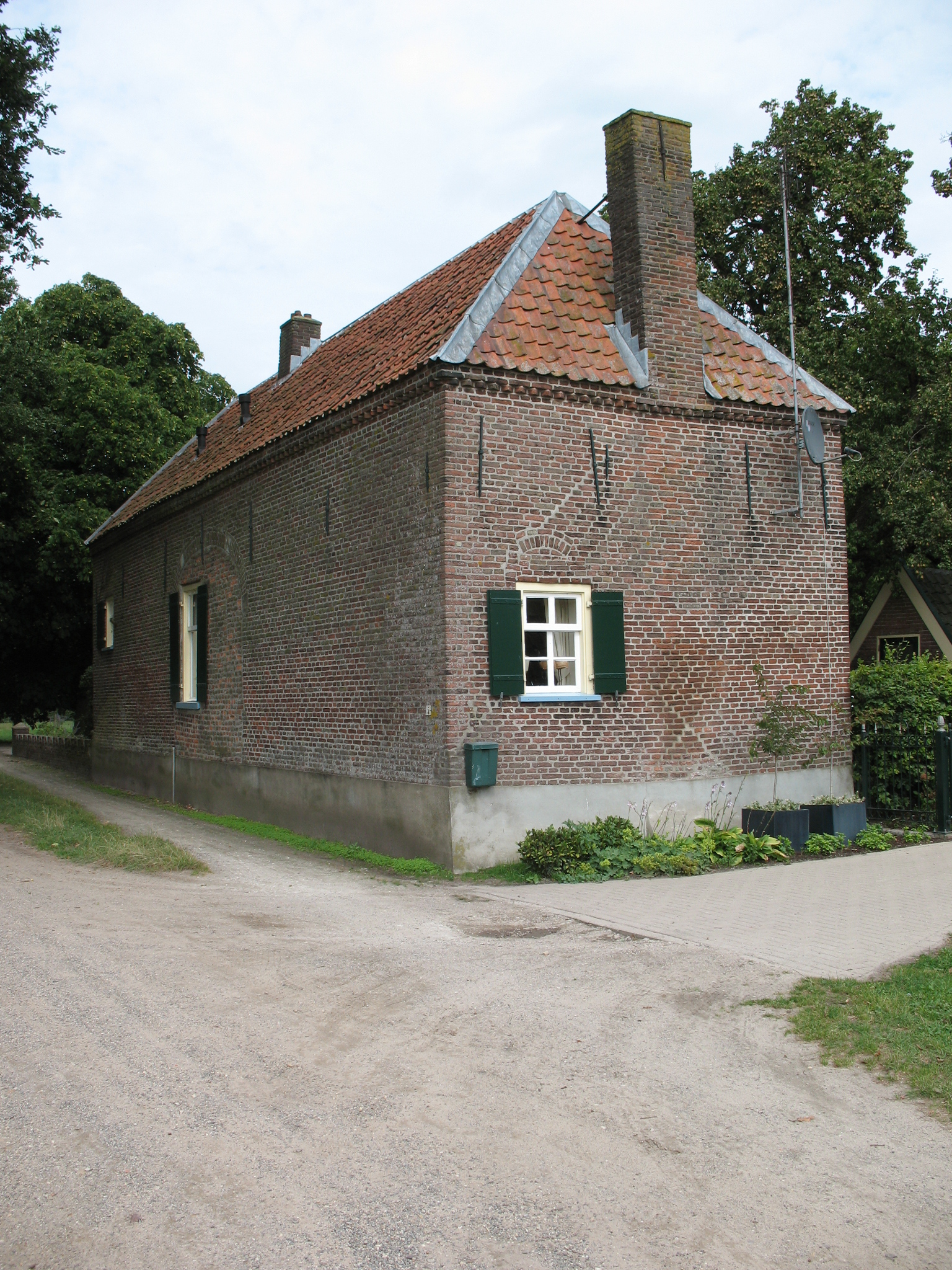
Брама замку Гарссело
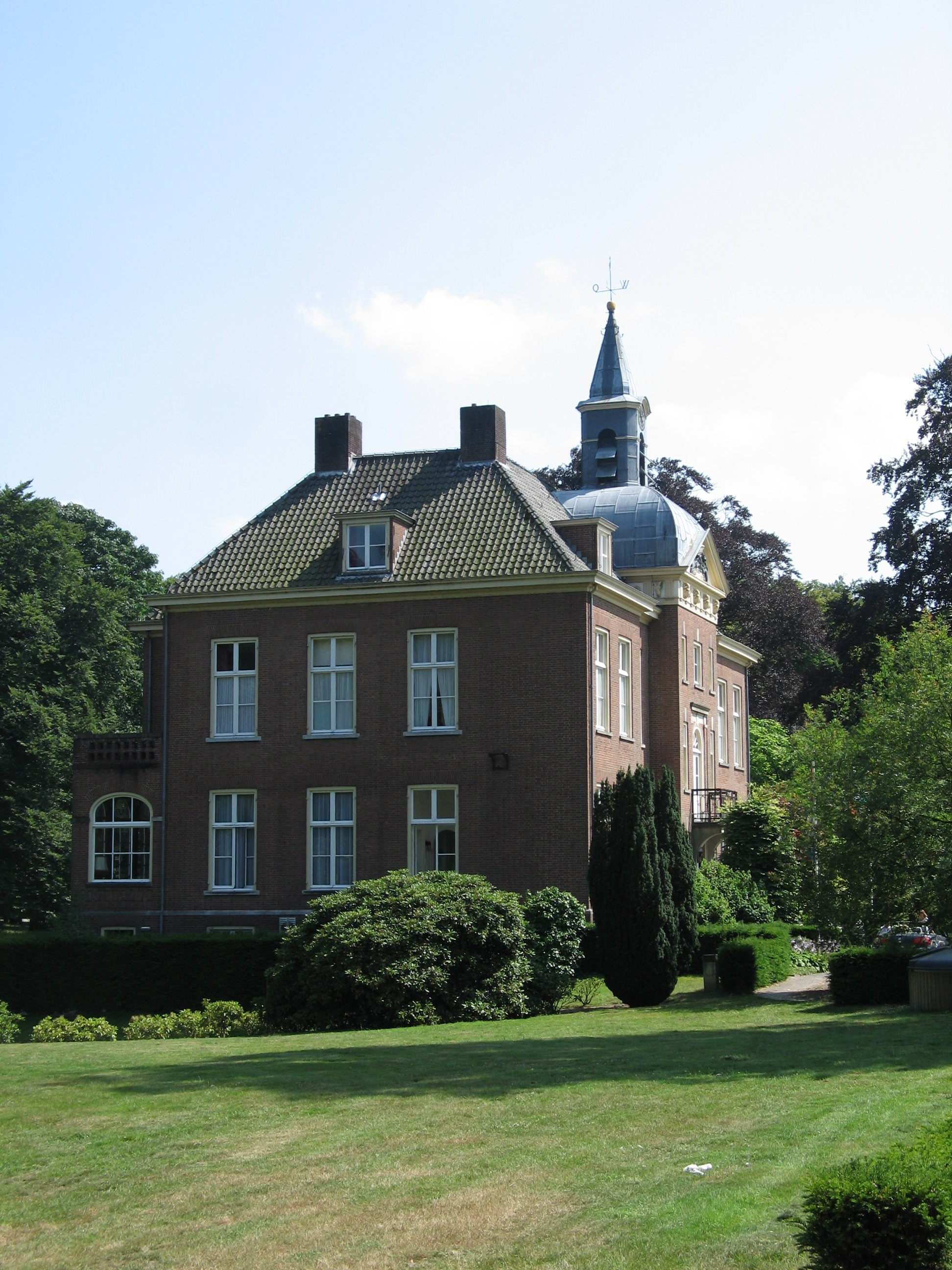
Замок Гукелум
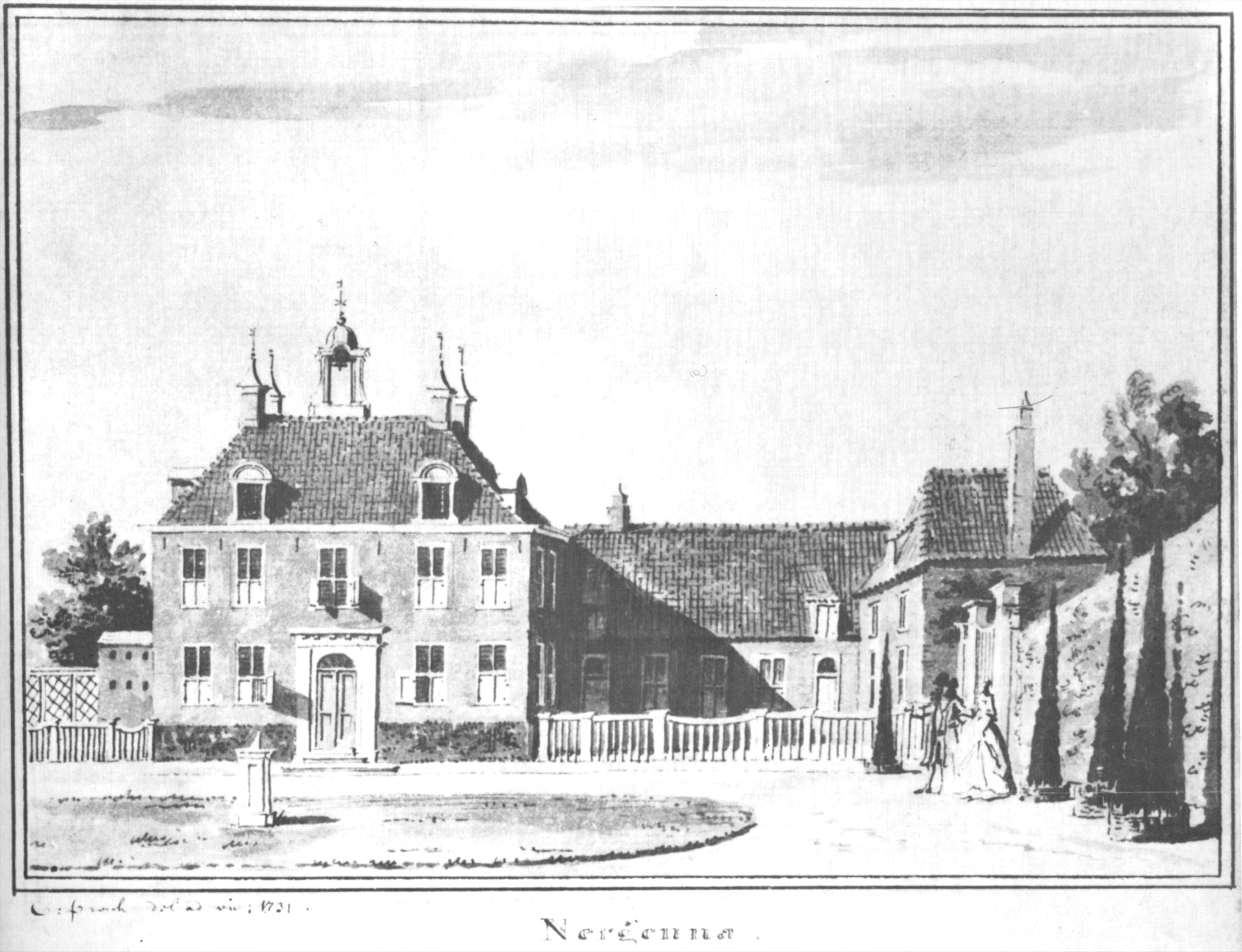
Замок Нергена (1731 рік)